# Fregata andrewsi
La fregata di Christmas o fregata di Andrews (Fregata andrewsi Mathews, 1914) è un uccello marino della famiglia dei Fregatidi.

## Descrizione
La fregata di Christmas è lunga 89–100 cm, ha un'apertura alare di 206–230 cm, e pesa intorno ai 1500 g. La femmina è un po' più grande del maschio. Come per le altre fregate, il piumaggio è quasi interamente nero per entrambi i sessi fatta eccezione per il collo e il becco. Il primo è bianco-grigiastro e il colore si estende fin sul petto e nella zona ascellare nelle femmine, mentre nei maschi il bianco è per la maggior parte coperto dalla sacca gulare rossa. I becchi invece sono rosa nelle femmine e grigi nei maschi. Sulla parte superiore delle ali sono presenti delle bande più chiare. I giovani hanno la testa giallo chiaro, un becco bluastro e la livrea bruna.

## Biologia
Questa è una specie che trascorre giorni e notti in volo solitario sopra l'oceano raggiungendo anche grandi altezze. Durante il periodo riproduttivo invece diventano uccelli coloniali e dividono i luoghi di nidificazione con altre specie. Sono pressoché incapaci di nuotare e di camminare. Vivono in media poco più di 25 anni.

### Alimentazione
Si cibano prevalentemente di pesci (pesci volanti in primo luogo), meduse, calamari e talvolta di scarti e rifiuti. Quando cacciano, rastrellano la superficie del mare e catturano le prede col becco, evitando di bagnarsi, preferendo acque calde e a bassa salinità. Possono anche procurarsi il cibo tormentando opportunisticamente altri uccelli o predando uova e pulcini altrui. Infine praticano il cleptoparassitismo, inseguendo senza sosta altre specie più piccole, come gabbiani e sterne, finché questi si vedono costretti a rigurgitare il cibo, che le fregate poi afferrano al volo.

### Riproduzione
Durante il corteggiamento il maschio ostenta la sacca gulare rossa e la fa vibrare. La femmina sceglie il suo compagno e formeranno una coppia monogama per una stagione riprodutiva (si riproducono una volta ogni due anni). Il nido viene costruito in foreste di alti alberi (soprattutto Celtis timorensis e Terminalia catappa), in zone riparate. Ogni femmina depone un solo uovo bianco, che viene covato per circa 40 giorni da entrambi i genitori. I piccoli si separano dai genitori dopo circa 15 mesi.

## Distribuzione e habitat
Uccello pelagico, nidifica unicamente nelle foreste di Christmas Island. Durante il resto dell'anno può muoversi in un'area compresa tra le isole Andamane e l'Australia nord-occidentale.

## Conservazione
La IUCN Red List classifica F. andrewsi come specie in pericolo critico di estinzione (Critically Endangered). Si stima che l'attuale popolazione, che si aggira attorno alle 1200-2400 coppie, sia destinata a declinare nei prossimi 30 anni a causa della distruzione dell'habitat dell'isola e dei siti di nidificazione. La riduzione di questi ultimi rende gli uccelli più esposti anche ai cicloni tropicali. L'introduzione della formica pazza gialla, le cui supercolonie hanno invaso l'intera isola modificandone l'habitat, rappresenta un'ulteriore potenziale minaccia.